# Asterolasia correifolia
Asterolasia correifolia är en vinruteväxtart som först beskrevs av Adrien Henri Laurent de Jussieu, och fick sitt nu gällande namn av George Bentham. Asterolasia correifolia ingår i släktet Asterolasia och familjen vinruteväxter. Inga underarter finns listade i Catalogue of Life.